# Pakistanische Cricket-Nationalmannschaft in Australien in der Saison 2002
Die Tour der pakistanischen Cricket-Nationalmannschaft nach Australien in der Saison 2002 fand vom 8. bis zum 19. Juni 2002 statt. Die internationale Cricket-Tour war Teil der internationalen Cricket-Saison 2002 und umfasste drei ODIs. Pakistan gewann die Serie 2-1.

## Vorgeschichte
Pakistan spielte zuvor eine Tour gegen Neuseeland, für Australien war es die erste Tour der Saison. Das letzte Aufeinandertreffen der beiden Mannschaften bei einer Tour fand in der Saison 1999/2000 in Australien statt.

## Stadien
Für die Tour wurden folgende Stadien als Austragungsorte vorgesehen.
| Stadt     | Stadion          | Kapazität | Spiele         |
| --------- | ---------------- | --------- | -------------- |
| Brisbane  | The Gabba        | 42.000    | 3. ODI         |
| Melbourne | Colonial Stadium | 47.000    | 1. ODI; 2. ODI |

## Kader
Australien benannte seinen Kader am 17. Mai 2002.
Pakistan benannte seinen Kader am 23. Mai 2002.
| ODI | ODI |
| Australien | Pakistan |
| --- | --- |
| - Ricky Ponting (K) - Michael Bevan - Andy Bichel - Adam Gilchrist (wk) - Jason Gillespie - Matthew Hayden - Brett Lee - Darren Lehmann - Glenn McGrath - Jimmy Maher - Damien Martyn - Shane Warne - Shane Watson | - Waqar Younis (K) - Shoaib Akhtar - Wasim Akram - Saeed Anwar - Inzamam-ul-Haq - Younis Khan - Rashid Latif (wk) - Azhar Mahmood - Shoaib Malik - Imran Nazir - Mohammad Sami - Mohammad Yousuf - Yousuf Youhana |

## Tour Match
| 8. Juni Scorecard | Brisbane | Pakistanis 194-8 (40/40)       | – | Queensland Invitational XI 179 (39.3/40) |
|                   |          | Pakistanis gewinnt mit 15 Runs |   |                                          |

## One-Day Internationals

### Erstes ODI in Melbourne
| 12. Juni Scorecard | Melbourne | Pakistan 176-8 (50)              | – | Australien 177-3 (32.5) |
|                    |           | Australien gewinnt mit 7 Wickets |   |                         |

### Zweites ODI in Melbourne
| 15. Juni Scorecard | Melbourne | Australien 167 (45.4)          | – | Pakistan 168-8 (48.5) |
|                    |           | Pakistan gewinnt mit 2 Wickets |   |                       |

### Drittes ODI in Brisbane
| 19. Juni Scorecard | Brisbane | Pakistan 256-7 (50)          | – | Australien 165 (40) |
|                    |          | Pakistan gewinnt mit 91 Runs |   |                     |

## Statistiken
Die folgenden Cricketstatistiken wurden bei dieser Tour erzielt.
| ODIs           | ODIs       | ODIs    | ODIs    | ODIs    | ODIs    | ODIs    | ODIs    | ODIs    |
| Batting        | Batting    | Batting | Batting | Batting | Batting | Batting | Batting | Batting |
| Spieler        | Mannschaft | Spiele  | Innings | Runs    | Average | HS      | 100s    | 50s     |
| -------------- | ---------- | ------- | ------- | ------- | ------- | ------- | ------- | ------- |
| Imran Nazir    | Pakistan   | 3       | 3       | 111     | 55,50   | 66      | 0       | 1       |
| Yousuf Youhana | Pakistan   | 3       | 3       | 109     | 54,50   | 61*     | 0       | 1       |
| Damien Martyn  | Australien | 3       | 3       | 84      | 42,00   | 56      | 0       | 1       |
| Adam Gilchrist | Australien | 3       | 3       | 76      | 25,33   | 56      | 0       | 1       |
| Younis Khan    | Pakistan   | 3       | 3       | 74      | 37,00   | 56*     | 0       | 1       |
| Bowling        |            |         |         |         |         |         |         |         |
| Spieler        | Mannschaft | Spiele  | Overs   | Wickets | Average | BBI     | 5W      | 10W     |
| Shoaib Akhtar  | Pakistan   | 2       | 16      | 7       | 7,85    | 5/25    | 1       | 0       |
| Shahid Afridi  | Pakistan   | 3       | 25.3    | 6       | 13,00   | 3/28    | 0       | 0       |
| Andy Bichel    | Australien | 3       | 28      | 5       | 21,00   | 3/30    | 0       | 0       |
| Shane Warne    | Australien | 3       | 30      | 5       | 23,60   | 2/42    | 0       | 0       |
| Darren Lehmann | Australien | 3       | 13.3    | 4       | 11,75   | 2/23    | 0       | 0       |
| Wasim Akram    | Pakistan   | 3       | 21      | 4       | 17,25   | 3/18    | 0       | 0       |

## Player of the Series
Als Player of the Series wurden die folgenden Spieler ausgezeichnet.
| Serie | Player of the Series |
| ----- | -------------------- |
| ODI   | Shoaib Akhtar        |

### Player of the Match
Als Player of the Match wurden die folgenden Spieler ausgezeichnet.
| Spiel  | Player of the Match |
| ------ | ------------------- |
| 1. ODI | Adam Gilchrist      |
| 2. ODI | Younis Khan         |
| 3. ODI | Shoaib Akhtar       |